# Traktat adrianopolski (1713)
Traktat adrianopolski w 1713 roku – traktat pokojowy, zawarty 24 czerwca 1713 w Adrianopolu pomiędzy Carstwem Rosyjskim a Imperium Osmańskim na 25 lat.
Zakończył wojnę turecko-rosyjską, toczoną w latach 1710-1711, i trwające po niej jeszcze dwa lata działania wojenne. W całości potwierdzał traktat prucki, zawarty dwa lata wcześniej.
Zgodnie z traktatem Rosja zobowiązała się usunąć swoje wojska z terytorium Rzeczypospolitej. Granica rosyjsko-turecka została przesunięta aż do granicy Hetmanatu (do międzyrzecza Samary i Orila, a dalej na południowy wschód do Dońca. W ten sposób Rosja utraciła wschodnią część Zaporoża, i została odsunięta od Morza Azowskiego.